# Gibson L-5 CES
 (janvier 2017).
Si vous disposez d'ouvrages ou d'articles de référence ou si vous connaissez des sites web de qualité traitant du thème abordé ici, merci de compléter l'article en donnant les références utiles à sa vérifiabilité et en les liant à la section « Notes et références ».

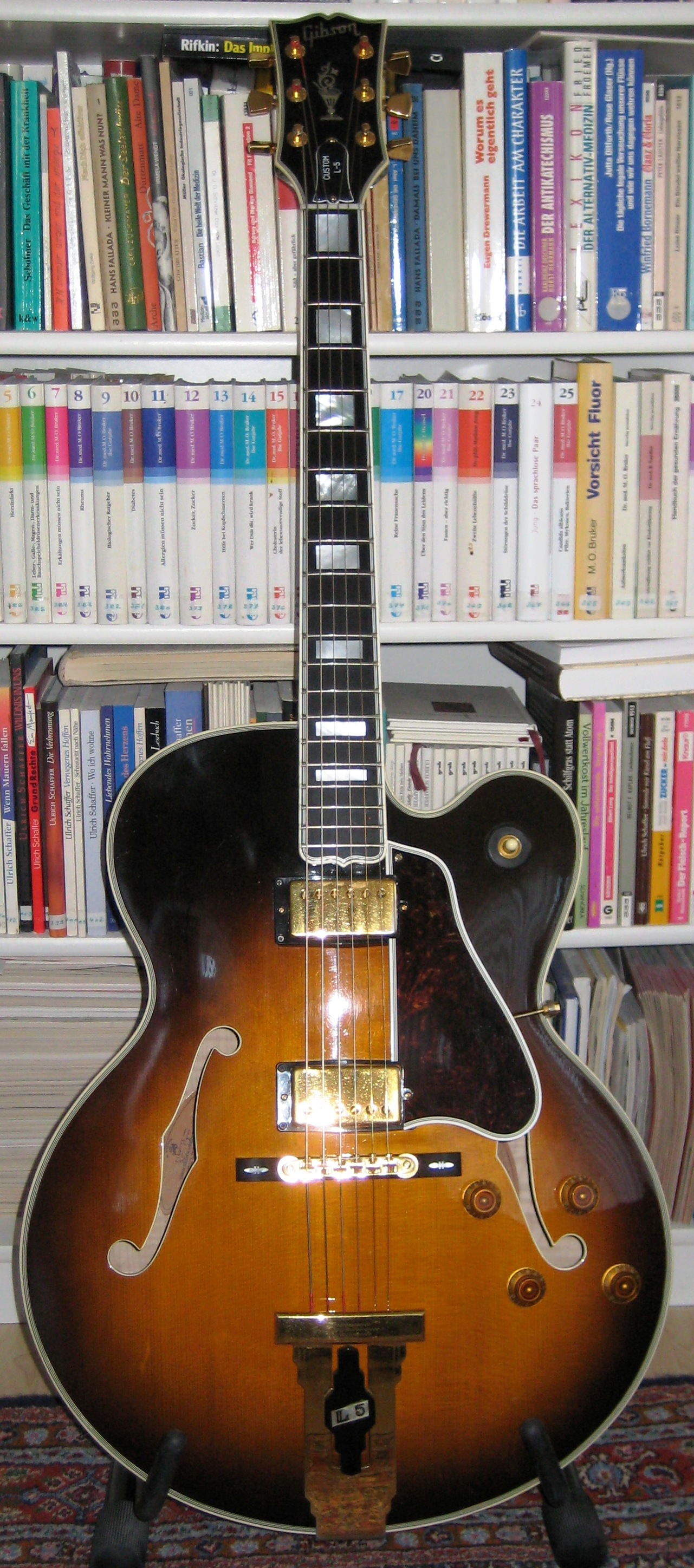
Gibson l-5CES

La Gibson L-5 CES est la principale déclinaison équipée de micros magnétiques du modèle L-5 ("C" pour cutaway, et "ES" pour electric spanish). Elle apparaît en 1950, est encore aujourd'hui produite, et utilisée par de très nombreux guitaristes. Elle représente en quelque sorte le standard de la guitare jazz électrique.
Elle est notamment associée à Wes Montgomery qui utilisa exclusivement ce modèle dans les années 1960. De nombreux autres guitaristes très en vue firent de la L-5CES leur instrument de prédilection pendant quelques années, comme Scotty Moore, Dave Barbour, Kenny Burrell ou Tony Mottola.
Comme pour toutes les L-5 (hormis la L-5S), la table de la guitare est sculptée en épicéa massif, dans la tradition des guitares jazz haut de gamme (dites "archtop") de la marque. Elle est similaire à celle des versions acoustiques, mais son barrage parallèle est renforcé de sorte à pouvoir supporter les micros malgré les découpes permettant de les insérer (les sonorités acoustiques en sont affectées, notamment le volume sonore). Le dos et les éclisses sont réalisés en érable. La plupart des L-5CES ont un dos composé de deux pièces massives sculptées plus ou moins figurées, à l'exception de celles construites entre 1961 et 1969, qui possèdent un dos laminé, comme l'ensemble des modèles "CES" de cette période. 
Le manche collé est composé de deux parties d'érable séparées par une lame de noyer jusqu'en 1962, puis trois parties d'érable et deux lames de noyer, et est surmonté d'une touche en ébène munie d'inserts rectangulaires en nacre.
Les micros qui équipent la L-5 sont successivement deux P-90, puis deux P-480 "alnico" (en 1954) qui sont enfin remplacés par des micros de type humbucker en 1957. La plus grande partie des L-5CES est équipée de deux micros, mais Gibson a lancé en 1993 une série nommée "Wes Montgomery", ne comprenant qu'un micro, en position manche, et des bois moins decoratifs, de sorte à réduire les coûts de production, et pouvoir proposer ce modèle à un prix -un peu- moins exclusif. 
Comme le "C" l'indique, la caisse de la L-5 CES est pourvue d'une découpe permettant un meilleur accès aux aigus. Initialement de type vénitien, elle fut de type florentin durant les années '60, pour revenir à une forme proche de l'origine en 1969. La L-5 CES fut proposée en standard dans différents coloris, les plus fréquents étant les "sunburst" classiques de la marque et une teinte dite naturelle (L-5 CESN), mais aussi rouge (Wine Red ou très rarement Cherry Red) et noir.
La L-5 CES ayant toujours été produite de manière assez artisanale (autour de 50 à 100 exemplaires par an, quelques années atteignant environ 200), elle a souvent fait l'objet de commandes spéciales, de sorte que l'on retrouve de nombreux modèles atypiques depuis sa création.